# 897
897 (осемстотин деветдесет и седма) година по юлианския календар е невисокосна година, започваща в събота. Това е 897-ата година от новата ера, 897-ата година от първото хилядолетие, 97-ата година от 9 век, 7-а година от 10-о десетилетие на 9 век, 8-а година от 890-те години.

## Починали
- Стефан VII, римски папа.